# Giuseppe Ferrera
Giuseppe Ferrera (Baio Dora, 1º agosto 1905 – Borgofranco d'Ivrea, 25 aprile 1964) è stato un maratoneta italiano.

## Biografia
Partecipò ai Giochi olimpici di Amsterdam 1928, nella maratona, arrivando 34º con il tempo di 2h53'10".

## Palmarès
| Anno | Manifestazione  | Sede      | Evento   | Risultato | Prestazione | Note |
| ---- | --------------- | --------- | -------- | --------- | ----------- | ---- |
| 1928 | Giochi olimpici | Amsterdam | Maratona | 34º       | 2h53'10"    |      |

## Campionati nazionali
1927
- Argento ai campionati italiani di maratona - 2h53'14"